# توماس کرونان
توماس کرونان (انگلیسی: Thomas Cronan; ۲۴ آوریل ۱۸۸۵ – ۱۶ دسامبر ۱۹۶۲) ورزشکار دو و میدانی اهل ایالات متحده آمریکا بود.